# Dessauer Móric
Dessauer Móric (Kajár, 1842. május 24. – Meiningen, 1895. április 27.) magyar-zsidó író, prédikátor Köthenben (Anhalt) és szász-meiningeni állami rabbi.

## Életrajza
Fia volt Dessauer Gábriel rabbinak. Várpalotán és Székesfehérváron tanult Talmudot, majd a breslaui szemináriumban rabbiképesítést, az egyetemen pedig filozófiai doktorátust szerzett. Előbb Köthenben, 1881-től kezdve pedig Meiningenben lett kerületi rabbi.

## Művei
- Spinoza und Hobbes; Begründung ihrer staats- und Religionstheorien durch ihre philosophischen Systeme (Breslau, 1868)
- Daniel, in sieben Kanzelreden für das Neujahrs- und Versöhnungsfest (uo. 1875)
- Des Sokrates der Neuzeit und sein Gedankenschatz; Sämmtliche Schriften Spinozas gemeinverständlich und kurz gefasst (Köthen, 1878)
- Der deutsche Plato; Erinnerungsschrift zu Moses Mendelssohn 150-jährigen Geburstage (Berlin, 1879)
- Blüthen und Knospen der Humanität aus der Zeit von Reuchlin bis Lessing (Zürich, 1881)
- Humanität und Judentum (Lipcse, 1885).